# Межправительственная организация по международным железнодорожным перевозкам
Межправительственная организация по международным железнодорожным перевозкам (англ. The Intergovernmental Organisation for International Carriage by Rail) — международная организация, созданная в соответствии с Конвенцией о международных перевозках по железнодой дороге. Сокращённое наименование ОТИФ от фр. L'Organisation intergouvernementale pour les transports internationaux ferroviaires (OTIF) .
Организация ОТИФ  была создана 1  мая 1985  года.  Предшественником ОТИФ было Центральное бюро международных железнодорожных сообщений, которое было создано в 1893 году в соответствии с Бернской конвенцией о железнодорожных перевозках грузов.  Правовой базой,  регулирующей деятельность ОТИФ является Конвенция о международных перевозках по железной дороге от 9  мая 1980  года (КОТИФ).
Штаб-квартира организации расположена в Берне, Швейцария.

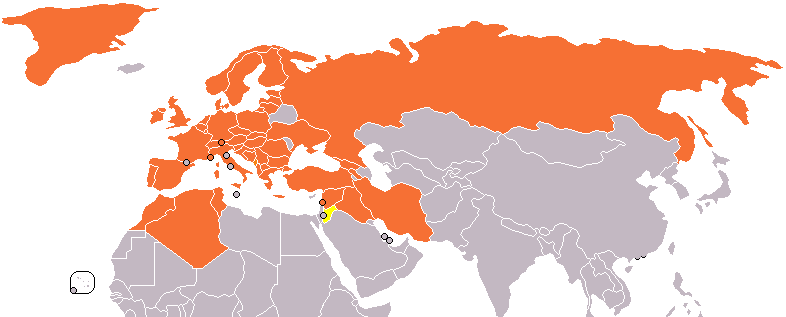
государства-члены OTIF
ассоциированный члены OTIF

## Члены организации
В настоящее время членами Организации являются 47 государств на территории Европы, Северной Африки и Ближнего Востока:   Австрия,  Албания,  Алжир,  Армения, Бельгия,  Болгария, Босния и Герцеговина, Венгрия, Германия, Греция, Грузия, Дания, Ирак, Иран, Ирландия, Испания, Италия, Латвия, Ливан, Литва, Лихтенштейн, Люксембург, бывшая югославская Республика Македония,  Марокко,  Монако,  Нидерланды,  Норвегия,  Польша,  Португалия,  Россия, Румыния, Сербия, Сирия, Словакия, Словения, Соединенное Королевство, Тунис, Турция, Украина, Финляндия,  Франция,  Хорватия,  Черногория,  Чехия,  Швейцария,  Швеция и Эстония. Иордания является ассоциированным членом .

## Цели и задачи
Основной  задачей этой межправительственной организации является обеспечение комплексного развития, усовершенствования и упрощения порядка осуществления международного железнодорожного сообщения,  совершенствование единых правил,  которые регулируют международные грузовые  и пассажирские перевозки по железной дороге.
Разработанные ОТИФ единые нормы охватывают перевозку пассажиров и грузов по сети железных дорог, общая протяженность которых составляет 250 000  км,  а также дополнительные грузовые  и пассажирские перевозки другими видами транспорта.